# Střítež (Boêmia do Sul)
Střítež é uma comuna checa localizada na região da Boêmia do Sul, distrito de Český Krumlov‎.